# SN 2010ky
SN 2010ky – supernowa typu II-P odkryta 12 października 2010 roku w galaktyce A004004-0636. W momencie odkrycia miała maksymalną jasność 19,50m.